# Roberto Brambilla
Roberto Brambilla (Livorno, 30 ottobre 1975) è un compositore di musica contemporanea italiano.

## Biografia
Dopo gli studi con Alessandro Solbiati presso il conservatorio "G. Verdi" di Milano si è in seguito perfezionato presso i corsi di Sermoneta sotto la guida dello stesso Alessandro Solbiati, il Livorno Music festival con Sir Peter Maxwell Davies, l’IRMUS con Alessandro Solbiati e Mauro Bonifacio e con i compositori Adriano Guarnieri e Alvise Vidolin.
Il compositore è stato insignito il 27 dicembre 2019 dal Presidente della Repubblica Italiana Sergio Mattarella con l’onorificenza di Cavaliere dell’Ordine al merito della Repubblica per i benemeriti artistici.
È edito da BAM music, Edizioni musicali Taukay e Warner Chappell Music Italiana.

## Profilo artistico ed estetica
Caratteristica del suo stile di scrittura è l’utilizzo di strumenti atti a modificare il suono degli strumenti musicali. Si cita ad esempio un guanto di propria inventiva utilizzato nei suoi lavori per pianoforte e orchestra che permette di modificare direttamente nella cordiera del pianoforte il suono dello strumento.

## Premi e riconoscimenti
- 2014 International PAS
- 2004 Mario Nascimbene Awards

## Opere
Segue una selezione delle opere:
| Anno               | Titolo                                                              | Pubblicato da            |
| MUSICA DA CAMERA   | MUSICA DA CAMERA                                                    | MUSICA DA CAMERA         |
| ------------------ | ------------------------------------------------------------------- | ------------------------ |
| 2019               | Sons d’enfants                                                      | BAM music                |
| 2018               | 44°25’32.8″N, 8°53’20.8″E – 14/08/2018                              | BAM music                |
| 2017               | Paesaggi contaminati                                                | BAM music                |
| 2016               | Anjezë                                                              | BAM music                |
| 2016               | L’impronta di una foglia                                            | BAM music                |
| 2015               | Eea                                                                 | Warner/Chappell Music    |
| 2014               | Dïta nel lago                                                       | BAM music                |
| 2014               | Clouds don’t care if we fly higher                                  | BAM music                |
| 2014               | Der alte Duft der sieben Pfade                                      |                          |
| 2007               | Una ripresa dal castello                                            | BAM music                |
| 2006               | Ipnagogico                                                          | BAM music                |
| 2002               | Ritratto di una danza                                               |                          |
| 2001               | Rashmila Sakia                                                      |                          |
| 1998               | Studio n.1 sul rapporto tra suono ed immagine – La luce di Al Alkat |                          |
| ORCHESTRA          |                                                                     |                          |
| 2012               | Memoriam                                                            | BAM music                |
| 2004               | Metropolis                                                          |                          |
| 2003               | La fenice fengofobica                                               |                          |
| OPERA              |                                                                     |                          |
| 2014               | Die Reise                                                           |                          |
| SOLO MUSIC         |                                                                     |                          |
| 2019               | Sonata (dei piani focali)                                           | BAM music                |
| 2018               | Haurietis Aquas                                                     | BAM music                |
| 2017               | No Black no Fashion theme                                           | BAM music                |
| 2016               | Farewell to Airon                                                   | BAM music                |
| 2013               | Sul profilo delle onde                                              | BAM music                |
| 2013               | Prélude à l’après-midi d’une fête                                   |                          |
| 2013               | Déjà entendu                                                        | BAM music                |
| 2012               | Singer’s murder                                                     | BAM music                |
| 2008               | Toy Box                                                             | Taukay edizioni musicali |
| 2006               | Elios                                                               |                          |
| 2006               | Cardinal Events                                                     | BAM music                |
| 2001               | L’avventura di una fanciulla – Omaggio a Paul Klee                  |                          |
| MUSICA VOCALE      |                                                                     |                          |
| 2018               | La persistenza della memoria                                        | BAM music                |
| 2017               | Beata Mater                                                         | BAM music                |
| 2016               | Brise Marine                                                        | BAM music                |
| 2014               | Pater Noster                                                        | BAM music                |
| 2014               | Collector et Medicus                                                | BAM music                |
| 2010               | Memoriam VII                                                        | Taukay Edizioni Musicali |
| 2008               | Delle native del Sagittario                                         | BAM music                |
| 2001               | Polvere di neve                                                     |                          |
| MUSICA ELETTRONICA |                                                                     |                          |
| 2016               | Il carillon di Anjezë                                               | BAM music                |
| 2016               | Preludio ad Orlando il furioso                                      |                          |
| FILM MUSIC         |                                                                     |                          |
| 2017               | No Black No Fashion                                                 | BAM music                |
| 2016               | # act 1                                                             |                          |
| 1995               | Gente comune                                                        |                          |

## Discografia
- "Memoriam", Nuova Contemporanea[5]
- ”Farewell to Airon”, BAM international
- ”No Black No Fashion”, BAM international
- ”Saints – Teresa di Calcutta”, BAM international